# Pithomictus elegans
Pithomictus elegans är en skalbaggsart som beskrevs av Nonfried 1894. Pithomictus elegans ingår i släktet Pithomictus och familjen långhorningar. Inga underarter finns listade i Catalogue of Life.